# János Arany
János Arany  est un poète hongrois né à Salonta le 2 mars 1817 et mort à Budapest le 22 octobre 1882. Il est l'auteur d'une célèbre trilogie épique, Toldi, publiée en 1847, 1854 et 1879.

## Biographie
Élu à l'Académie hongroise des sciences en 1858, Arany en est le secrétaire général à partir de 1865. C'est le père du romancier László Arany.

## Œuvre
Arany est connu principalement pour l'épopée nationale, Toldi, publiée pour la première fois en 1847, qu'il transforme en trilogie épique en 1854 avec la Mort de Toldi suivi en 1879 de l'Amour de Toldi. Elle a pour sujet principal les exploits de Miklós Toldi, champion du roi Louis Ier de Hongrie.
Il est également connu pour ses ballades, dont Walesi bárdok (Les Bardes du Pays de Galles), publiée en 1863, qui est une critique déguisée de la politique menée par les Habsbourg en Hongrie. Il a également rapporté la légende hongroise du Cerf magique (Csodaszarvas (hu)).

## Postérité

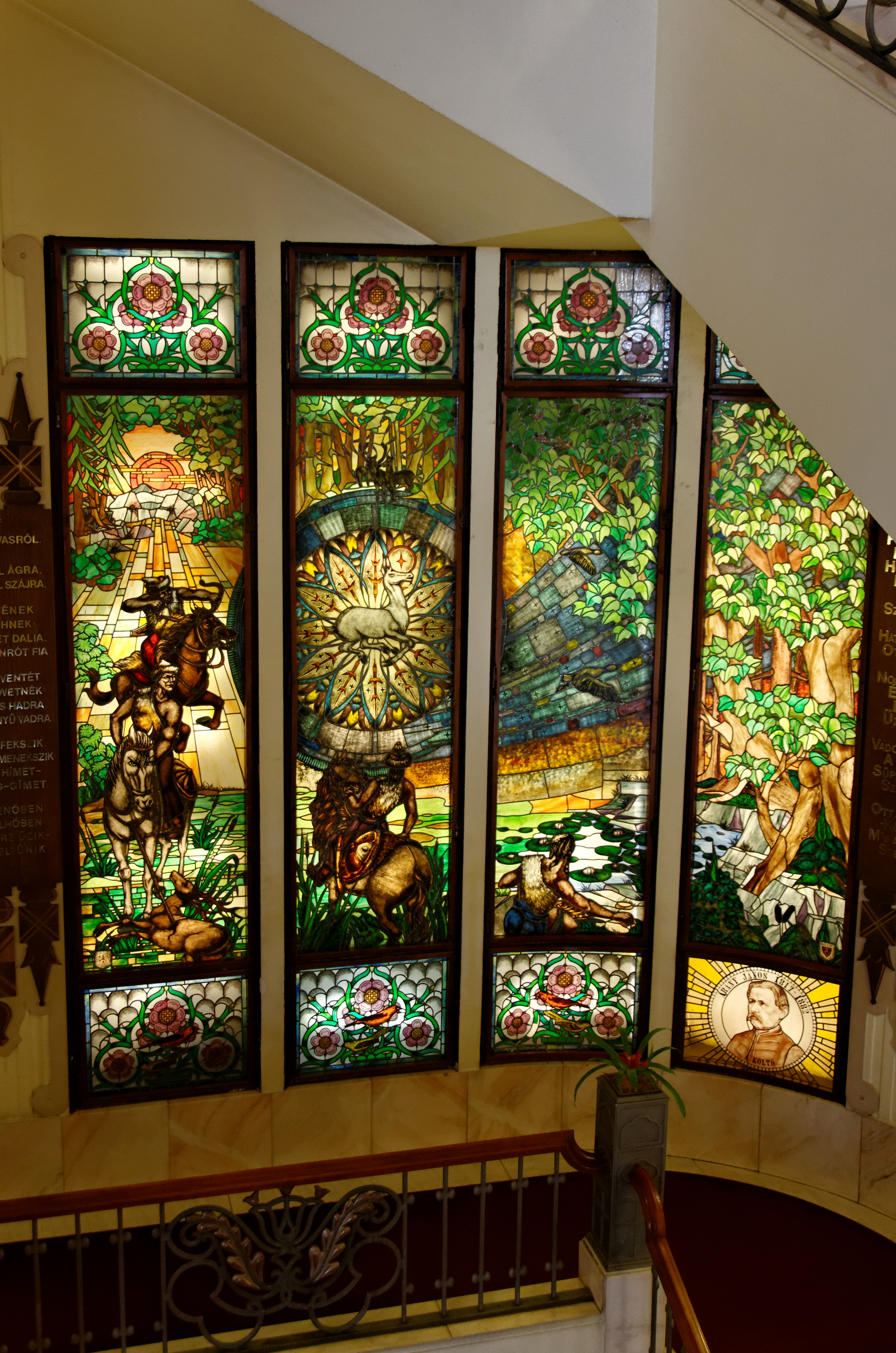
Vitraux de l'hôtel Gellért à Budapest illustrant la légende du Cerf magique rapportée par János Arany

Le poème épique Toldi a été librement adapté en un long-métrage d'animation, Daliás idök (Les Temps héroïques), par József Gémes, en 1984.
Un groupe de folk metal hongrois, Dalriada, a composé en 2009 un album, Arany-album, dont les chansons sont des poèmes d'Arany mis en musique.
L'astéroïde (89973) Aranyjános est nommé en son honneur.